# Emile Henricot

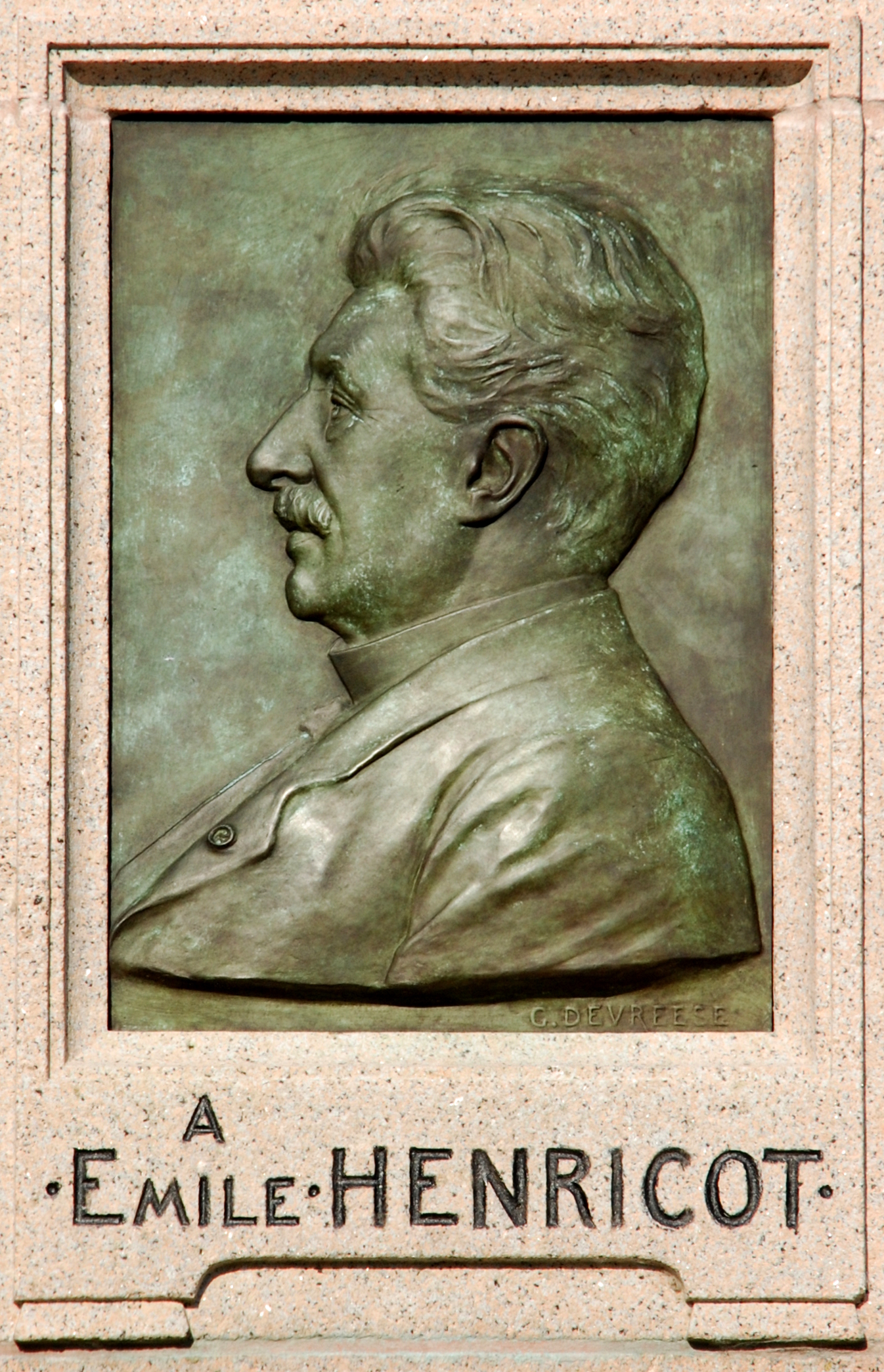
Afbeelding op het monument voor Emile Henricot in Court-Saint-Étienne

Emile Edouard Henricot (Ham-sur-Sambre, 29 januari 1838 - Alexandrië, Egypte, 27 februari 1910) was een Belgisch mijningenieur, volksvertegenwoordiger en senator.

## Biografie
Emile Henricot was een zoon van Edouard Henricot, burgemeester van Ham-sur-Sambre, en Caroline Marchant. Hij trouwde in 1868 met Anne Rucquoy (1851-1929) en ze kregen drie zoons en een dochter, van wie twee zoons de volwassen leeftijd bereikten, onder wie senator Paul Henricot. Een andere zoon trouwde met een kleindochter van senator Léon Orban. Kleindochter Suzanne Henricot trouwde met senator Pierre Warnant.
Hij promoveerde tot mijningenieur (1863) aan de Universiteit van Luik. Hij werd achtereenvolgens:
- ingenieur bij de Ateliers de Nivelles (1864),
- ingenieur bij de Ateliers de Morlanwelz (1865),
- beheerder-directeur van de Forges, Fonderie, Platinerie et Emaillerie de Court-Saint-Étienne (1865-1885),
- eigenaar van de Forges, enz, omgedoopt in Usines Emile Henricot in Court-Saint-Étienne (1885-1910). Bij zijn dood stelde het bedrijf meer dan duizend personeelsleden te werk. Het kreeg internationale reputatie, maar werd in 1984 gesloten.

Van 1866 tot aan zijn dood was hij gemeenteraadslid van Court-Saint-Étienne, en was er ook schepen van 1879 tot 1880 en van 1903 tot 1910. Van 1882 tot 1888 was hij provincieraadslid van Brabant.
Hij werd in juni 1888 verkozen tot liberaal volksvertegenwoordiger (bij ballotage, als enige liberaal naast katholieken) voor het arrondissement Nijvel, en vervulde dit mandaat van 1888 tot 1896. Hij was provinciaal senator voor Brabant, van 1900 tot aan zijn dood.
Henricot had ook nog de volgende activiteiten:
- bestuurder van S.A. des glaces d'Auvelais,
- bestuurder van S.A. des forges d'Aiseau,
- majoor van de Burgerwacht van Floreffe,
- medestichter van de Société belge des ingénieurs et des industriels,
- voorzitter van het Syndicat de la bourse des métaux et charbons,
- voorzitter van de Hulpkas van Court-Saint-Etienne,
- lid van de vrijmetselaarsloge Les Amis Philanthropes n° 2 in Brussel.